# Cogorno
Cogorno (en ligur Cogorno [/kuˈguɾnu/]) és un comune italià, situat a la regió de la Ligúria i a la ciutat metropolitana de Gènova. El 2011 tenia 5.632 habitants. Limita amb les comunes de Carasco, Chiavari, Lavagna i Ne.

## Geografia
Situat a la part baixa de la vall Fontanabuona i la vall Graveglia, a l'est de Gènova, compta amb una superfície de 9,08 km² i les frazioni de Breccanecca, Costa, Monticelli, Panési i San Salvatore, on es troba la seu de l'ajuntament.